# 2. südgrönländischer Landesratswahlkreis
Der 2. südgrönländische Landesratswahlkreis war von 1911 bis 1951 ein Landesratswahlkreis in Südgrönland. Der Wahlkreis umfasste die Gemeinden Salliit und Nanortalik im Kolonialdistrikt Julianehaab.

## Vertreter
Folgende Personen vertraten den Wahlkreis:
| Wahlperiode | Landesrat                                    | Stellvertreter                         | Anmerkung                                                                                          |
| ----------- | -------------------------------------------- | -------------------------------------- | -------------------------------------------------------------------------------------------------- |
| 1911–1916   | Jens Hansen (nicht 1915)                     | Johannes Mathiesen (1915)              | |
| 1917–1922   | Johannes Mathiesen (nicht 1917, 1919)        | —                                      | Wahl von Hosias Abelsen 1917 ungültig; keine Nachwahl stattgefunden; Wahlkreis 1919 ohne Vertreter |
| 1923–1926   | Kristoffer Salomonsen                        | Jens Lund                              | |
| 1927–1932   | Jakob Lund                                   | ?                                      | |
| 1933–1938   | Kristoffer Salomonsen                        | ?                                      | |
| 1939–1944   | Josva Simonsen (nicht 1940)                  | ?                                      | Wahlkreis 1940 ohne Vertreter                                                                      |
| 1945–1950   | Egede Boassen (nicht 1946, 1948, 1949, 1950) | Jacob Abelsen (1946, 1948, 1949, 1950) | |